# Viggo Bentzon (jurist)
Viggo Bentzon, född 15 augusti 1861, död 4 april 1937, var en dansk rättslärd. Han var far till Niels Viggo Bentzon. 
Bentzon blev juris doktor 1890, docent 1891 och professor i sjörätt vid Köpenhamns universitet 1892. Från 1901 var han professor i civilrätt. 
Bentzon anlitades mycket även för praktiska värv och som lagredaktör, och var ordförande i Overskyldraadet, i Landsoverskatteraadet, i danska avdelningen av skandinaviska familjerättskommittén samt medlem av flera danska kristidskommissioner.
Bland hans skrifter märks Begrebet vid major (1890), Den danske Søret (1899), Den dansks Personret (3:e upplagan 1904), Den danska Arveret (1910), samt Den danske Familieret (1910, 2:a upplagan 1916).